# Brachylope evidens
Brachylope evidens är en insektsart som beskrevs av Logvinenko 1969. Brachylope evidens ingår i släktet Brachylope och familjen dvärgstritar. Inga underarter finns listade i Catalogue of Life.